# Зелена Долина (Павлоградський район)
Зелена Доли́на — село в Україні, у Павлоградському районі Дніпропетровської області. Входить до складу Тернівської міської громади. Населення становить 31 осіб.

## Географія
Село Зелена Долина знаходиться на правому березі річки Велика Тернівка, вище за течією на відстані 3 км розташоване село Мар'ївка, нижче за течією на відстані 8 км розташоване місто Тернівка, на протилежному березі — село Нова Дача.

## Сучасність
У 2008 році депутати Тернівської міської ради прийняли рішення про перепідпорядкування села Зелена Долина, що входить до складу міста, Павлоградському району. Таке бажання нібито виявили самі жителі села.
Але через деякий час до міської ради прийшла від них заява з уже зовсім іншим проханням. Селяни розповіли, що не згодні з таким рішенням. Адже люди села не уявляють свого життя без Тернівки. Про рішення міськвиконкому вони дізналися із засобів масової інформації. Як виявилося — люди спочатку не вникли в суть пропозиції.
В цьому ж році на ім'я тодішнього міського голови Тернівки Євгенія Бондаря прийшов лист від голови обласної ради Юрія Вілкула. В листі йшла мова про те, що перш ніж виносити це питання на розгляд обласної ради, необхідно провести референдуми серед жителів відповідних територіальних громад, а саме: Тернівки, Павлоградського району, самої Зеленої Долини і тієї сільської ради, до складу якого планується включити Зелену Долину.
Поки питання про приналежність цього віддаленого від Тернівки села не вирішене, жителям Зеленої Долини необхідно як і раніше по ґрунтовій дорозі і маленькому дерев'яному мосту добиратися до «цивілізації» в Нову Дачу.

## Населення
За переписом населення України 2001 року в селі мешкало 27 осіб.